# Lucanus capreolus
Lucanus capreolus là một loài bọ cánh cứng trong họ Lucanidae.

## Tên đồng nghĩa
Nó ban đầu được Linnaeus mô tả là Scarabaeus capreolus năm 1763. (orig. comb.). Các tên đồng nghĩa khác gồm:
- L. dama Fabricius 1775: 2.
- L. trigonus Thunberg, 1806: 199.
- L. muticus Thunberg, 1806: 205.

## Hình ảnh

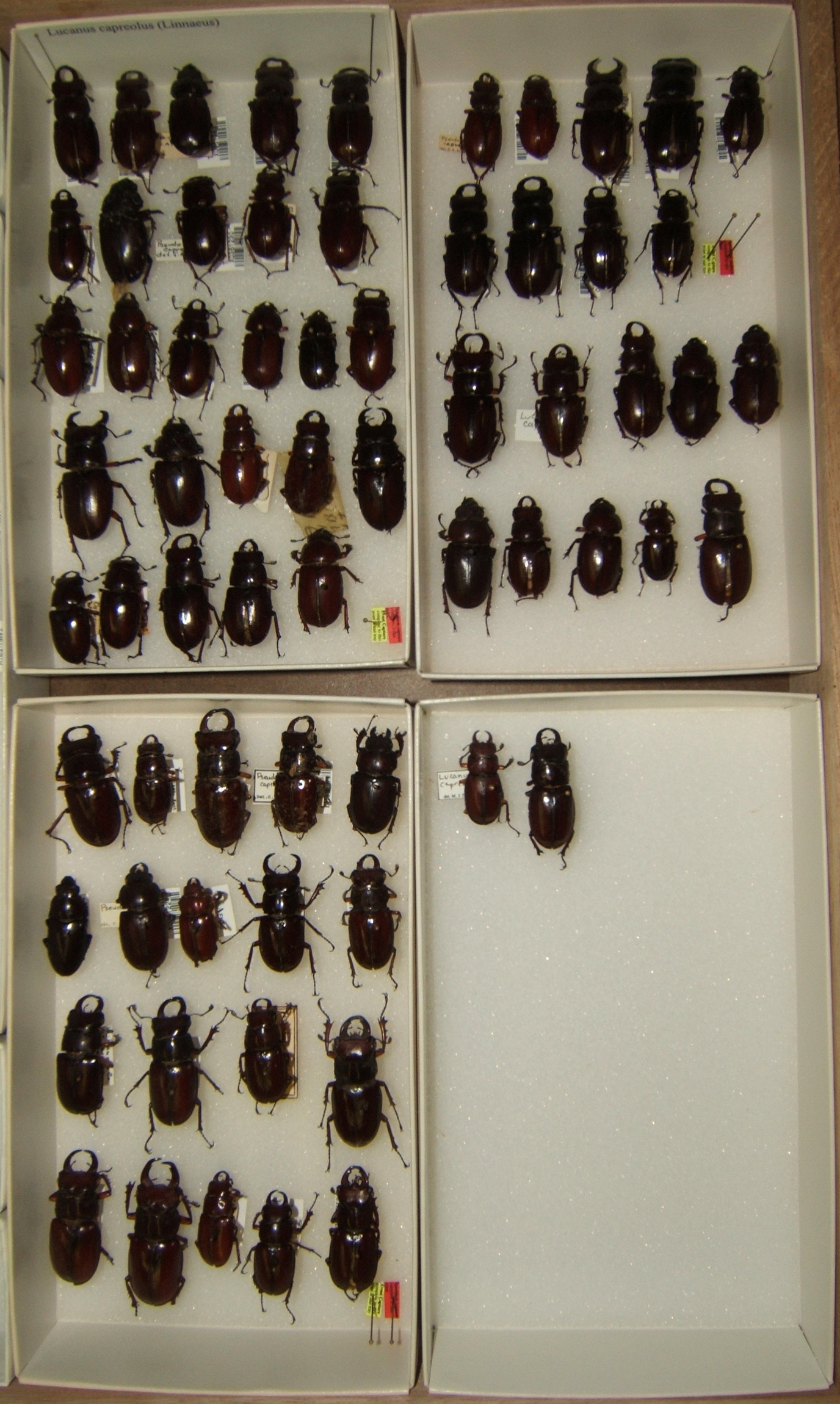
Lucanus capreolus